# Sei sorelle
Sei sorelle (Seis hermanas) è una telenovela spagnola trasmessa su La 1 dal 22 aprile 2015 al 21 aprile 2017.
In Italia la serie va in onda prima su Rai 1 dal 30 maggio 2022 al 1º settembre 2023 in day-time e in seguito su Rai Premium dal 28 giugno al 23 agosto 2024.

## Trama
La serie, ambientata nella Madrid tra il 1913 e il 1917, racconta la storia delle sei sorelle Silva: Adela, la primogenita che è rimasta vedova; Francisca, che vuole fare la cantante; Diana, la più ribelle; Celia, che vuole fare l'insegnante; Blanca, ed Elisa, la più piccola e viziata. Loro, dopo la morte del padre, dovranno lottare duramente per tenere unita la famiglia e mantenere la loro posizione nella scala sociale. Alle vicende delle sorelle Silva, si affiancano quelle dei loro dipendenti Merceditas e Rosalia e delle famiglie ad essi correlati. Un ruolo di primo piano è ricoperto dalla famiglia Loygorri, composta dalla matriarca Dolores e dai figli Cristóbal, medico, e Rodolfo, banchiere. Inizialmente, Blanca è la promessa sposa di quest'ultimo e in seguito diventa la moglie del fratello di lui, Cristóbal.

## Puntate
In Spagna la soap è andata in onda sia in day-time che in prima serata su La 1 dal 22 aprile 2015 al 21 aprile 2017 (ad eccezione della prima puntata, trasmessa in contemporanea su La 2): la prima stagione è stata trasmessa dal 22 aprile 2015 al 4 febbraio 2016; la seconda stagione è stata trasmessa dal 5 febbraio al 14 dicembre 2016, mentre la terza stagione è stata trasmessa dal 15 dicembre 2016 al 21 aprile 2017.
In Italia la serie va in onda in day-time su Rai 1 e Rai Premium dal 30 maggio 2022 al 23 agosto 2024; la prima stagione viene suddivisa in più  parti; la prima parte viene trasmessa dal 30 maggio al 2 settembre 2022; la seconda parte viene trasmessa dall'8 maggio al 1º settembre 2023 e infine la terza parte va in onda dal 28 giugno al 23 agosto 2024, mentre la seconda e la terza stagione sono inedite.
| Stagione         | Puntate | Prima TV Spagna | Prima TV Italia |
| ---------------- | ------- | --------------- | --------------- |
| Prima stagione   | 200     | 2015-2016       | 2022-2024       |
| Seconda stagione | 200     | 2016            | Inedita         |
| Terza stagione   | 89      | 2016-2017       | Inedita         |

## Personaggi e interpreti

### Personaggi principali
- Adela Silva vedova Rivera e Saez † (puntate 1-368), interpretata da Celia Freijeiro
- Francisca Silva Torrealba de Civantos (puntate 1-489), interpretata da María Castro
- Blanca Silva Torrealba de Loygorri (puntate 1-489), interpretata da Mariona Tena
- Diana Silva Torrealba de Montaner (puntate 1-489), interpretata da Marta Larralde.
- Celia Silva Torrealba (puntate 1-489), interpretata da Candela Serrat.
- Elisa Silva Torrealba (puntate 1-489), interpretata da Carla Díaz.
- Salvador Montaner (puntate 1-489), interpretato da Álex Adrover.
- Cristóbal Loygorri del Amo (puntate 1-489), interpretato da Álex Gadea.
- Rodolfo Loygorri del Amo (puntate 1-489), interpretato da Fernando Andina.
- María de las Mercedes "Merceditas" Oviedo de Ferreiro (puntate 1-489), interpretata da Nuncy Valcárcel.
- Benjamín Fuentes (puntate 1-489), interpretato da Joaquín Climent.
- Gabriel Gutiérrez Rivera (puntate 1-489), interpretato da Ricard Sales.
- Enrique Gutiérrez †, interpretato da Pep Anton Muñoz.
- Antonia Rivera de Gutiérrez (puntate 1-489), interpretata da Llum Barrera.
- Germán Rivera † (puntate 1-292), interpretato da Oriol Tarrasón.
- Carolina Silva Manzano † (puntate 1-309), interpretata da Alejandra Lorente.
- Petra Fuentes Martínez † (puntata 1-143), interpretata da Carlota Olcina.
- Miguel Esparza † (puntate 1-278), interpretato da Alejandro Cano.
- Luís Civantos (puntate 1-489), interpretato da Cristóbal Suárez.
- Bernardo Angulo (puntate 1-290), interpretato da Raúl Fernández de Pablo.
- Sofía Álvarez (puntate 1-489), interpretata da Julia Molins.
- Carlitos Terán , interpretato da Jorge Clemente.
- Basilio † (puntate 1-138), interpretato da Mario Alberto Díez.
- Ricardo Silva (puntate 1-489), interpretato da Juan Ribó.
- Rosalía Manzano (puntate 1-489), interpretata da Vicky Peña.
- Dolores del Amo vedova Loygorri † (puntate 1-314), interpretata da Kiti Mánver.
- Marina Montero (puntate 70-489), interpretata da Eva Almaya.
- Raimundo Ferreiro (puntate 76-489), interpretato da Avelino González.
- Aurora Alarcón Marco † (puntate 100-145, 195-404), interpretata da Luz Valdenebro.

### Personaggi secondari
- Don Fernando Silva Santos † (puntata 1), interpretato da Emilio Gutiérrez Caba.
- Jesús Mínguez † (puntate 1-12), interpretato da Iñaki Rikarte.
- Aurelio Buendía (puntate 1-2), interpretato da Fernando Guillén Cuervo.
- Consuelo "Chelito" (puntate 1-3), interpretato da Laura Gumbre.
- Contessa di Reventlow (puntate 13-16), interpretata da Isabelle Stoffel.
- Victoria Villacieros (puntate 14-46), interpretata da Marta Torné.
- Lucía (puntate 19-31), interpretata da Ana del Arco.
- Leandro (puntate 23-26), interpretato da Julio Jordán.
- Amparo (puntata 25), interpretata da Inés Sajara.
- Joaquín (puntate 25-42), interpretato da Gorka Lasaosa.
- Adolfina (puntate 29-48-368), interpretata da Marta Fernández Muro.
- Facunda (puntate 36-44), interpretata da María Jesús Hoyos.
- Mauro (puntate 39-75), interpretato da Jorge Suquet.
- Candela (puntate 41-42), interpretata da Carmen Jiménez.
- Asunción (puntata 43-?), interpretata da Saida Bernal.
- Carmen de Burgos (puntate 43-44), interpretata da Susana Merino.
- Pascual (puntate 53-54), interpretato da Eugenio Villota.
- Amalia "La Cachetera" de Loygorri (puntate 54-73, 137-489), interpretata da Eva Manjón.
- Hortensia † (puntate 60-65), interpretata da Pilar Masa.
- Josefa Martínez de Fuentes (puntate 80-90), interpretata da Mariana Cordero.
- Olga Viñas (puntate 150-159), interpretata da Marta Solaz.
- Federico Velasco Doménech, interpretato da Daniel Muriel.
- Elpidia (puntata 332-489), interpretata da María Isasi.
- Catalina (puntata 413-489), interpretata da Marian Arahuetes.
- Don Hilario † (puntate 152-172, 189-200), interpretato da Jesús Ruyman.
- Isabel Gùzman † (puntate 175-182), interpretata da Fanny Condado
- Ciro Altabás (puntate 339-489), interpretato da Adrián Lamana.
- Soledad Silva Guzmán "Soledad Guzmán" / Úrsula Gorán de Gutiérrez, contessa consorte de Barnos, interpretata da María Cotiello.
- Bruna de Velasco, interpretata da Leticia Etala.
- Beatriz Vinuesa † , interpretata da Ana Mayo.
- Emilio Sanchez, interpretato da Roger Coma.
- Inés Villamagna, interpretato da María Hervás.
- Benito, interpretato da Javier Morgade.
- Tristán, interpretato da Iñaki Ardanaz.
- Andrea†, interpretato da Tacuara Casares.
- Cándida, interpretato da Ana Risueño.
- Camino, interpretato da Montse Pla.
- Alonso, interpretato da Manu Fullola.
- León†, interpretato da Gonzalo Ramos.

## Produzione
La serie è basata su un'idea originale di Ramón Campos e Gema R. Neira ed è prodotta da TVE in collaborazione con Bambú Producciones.